# Robert Lauber
Robert Lauber (* 22. April 1906 in Arnau, Bezirk Hohenelbe, Österreich-Ungarn; † 19. Dezember 1942 im KZ Dachau) war ein sudetendeutscher römisch-katholischer Geistlicher und Märtyrer.

## Leben
Robert Lauber, geboren in Arnau bei Hohenelbe im Sudetenland, studierte Katholische Theologie in Prag und Rom, wurde dort promoviert und am 28. Juni 1931 in Prag zum Priester geweiht. Er war ab 1934 Kaplan in Wscherau (nordwestlich Pilsen), ab 1937 unweit davon in Líštany/Lichtenstein (nordöstlich Mies) und ab 1938 Pfarrer in Nürschan (westlich Pilsen). Wegen seiner Opposition zu den Nationalsozialisten wurde er am 17. Juni 1941 verhaftet und über Karlsbad am 8. August 1941 (nach anderen Quellen am 27. Juni 1941) in das KZ Dachau gebracht (Häftlingsnummer 26889). Dort starb er am 19. Dezember 1942 im Alter von 36 Jahren.

## Gedenken
Die Römisch-katholische Kirche in Deutschland hat Robert Lauber als Märtyrer aus der Zeit des Nationalsozialismus in das deutsche Martyrologium des 20. Jahrhunderts aufgenommen.